# Nécropole nationale de Boulouris
La nécropole nationale de Boulouris est un cimetière militaire situé dans la commune de Saint-Raphaël, en France.

## Description
Inaugurée le 15 août 1964 par le général Charles de Gaulle, alors président de la République, la nécropole regroupe les corps de 464 combattants de toutes origines et toutes confessions tués au cours du débarquement de Provence en août 1944 et qui appartenaient à la 1re armée française commandée par le général Jean de Lattre de Tassigny. Les corps présents ont été exhumés des cimetières militaires communaux du Var. 
En août 2019, le président de la République Emmanuel Macron y célèbre en présence des présidents ivoirien et guinéen, Alassane Ouattara et Alpha Condé le 75e anniversaire du débarquement de Provence, rendant notamment hommage aux troupes coloniales.